# Менгден, Александр Михайлович
Барон Александр Михайлович фон Менгден (1819—1903) — дипломат, министр-резидент в Дрездене, тайный советник (с 1885).

## Биография
Родился в Риге 15 (27) апреля 1819 года в семье командира 1-й сводной пионерной бригады Михаила Александровича Менгдена (1781—1855). Мать — баронесса Амалия Георгиевна, урождённая Фёлькерзам (1799—1864). Кроме Александра в семье родились: Николай (1821—1888) — впоследствии, правовед; Владимир (1825—1910) — впоследствии, действительный тайный советник и член Государственного совета; Мария (1828—1902) — замужем за графом Дмитрием Януарьевичем Толстым (1827—?).
В 1836—1840 годах учился в Дерптском университете, на камеральном отделении философского факультета. В службе с 3 августа 1843 года. В 1844—1852 годах — 2-й секретарь миссии в Рио-де-Жанейро, в 1852 — атташе в Лондоне, в 1853 году — в Дрездене; с 1856 года — 1-й секретарь миссии во Франкфурте-на-Майне. В 1866 году миссия была закрыта и вместо неё открыто генеральное консульство, и 31 декабря 1866 года Александр Михайлович Менгден был назначен генеральным консулом во Франкфурте-на-Майне. С 20 мая 1880 года он состоял министром-резидентом в Гамбурге, а с 27 января 1883 года — в Дрездене. В 1897 году вышел в отставку.
В 1870 году был произведён в действительные статские советники, в 1885 году — в тайные советники. В числе наград: орден Св. Станислава 1-й ст. (1875), Св. Владимира 3-й ст. (1867), Св. Анны 2-й ст. (1862), а также гессен-дармштадтский командорский крест Людовика 2-й ст. (1866).
Был дважды женат:
- 1-я жена (с 2.10.1853, Лейпциг) — Шарлотта Клементина фон Туммель (29.08.1826, Гота — 10.06.1870, Франкфурт-на-Майне)
- 2-я жена (с 20.09.1871, Дрезден) — прусская подданная Шарлотта Доротея фон Ностиц-Энкендорф (27.01.1832, Лаутиц — 16.03.1906, Дрезден).

От родителей унаследовал имение Никольское Кинешемского уезда Костромской губернии. Умер в Дрездене 22 ноября 1903 года[по какому календарю?].